# Zammler
Zammler Group (укр. Заммлер Груп) — група логістичних компаній, що надає послуги в сфері автомобільних, морських, авіа- та залізничних перевезень, митно-брокерського оформлення, складські послуги. Складається з 5 компаній та 17 офісів в Україні, Польщі, КНР та Казахстані. Перша компанія групи заснована 2007 року.

## Історія
2007 — створено ЗАТ «Заммлер Україна».
2008 — відкрито офіс в Одесі.
У 2010 році ЗАТ «Заммлер Україна» реорганізовано у ТОВ «Заммлер Україна». Відкрито ТОВ «Заммлер склад» — логістичний комплекс у Київській області. За оцінкою Liga.net став першим українським 3PL-оператором (контрактна логістика), який об'єднав всі види логістичних послуг.
У 2013 році було відкрито представництво у Китаї — NINGBO Zammler TRADING CO. LTD.
У 2014 році відкрито європейське представництво Zammler в Польщі з власним автопарком.
У 2015 році відкрито логістичний комплекс в Одесі із залізничною гілкою. Засновано ТОВ «Заммлер фулфілмент» — логістика для e-commerce.
У 2017 році компанії Zammler Group — ТОВ «Заммлер Україна», ТОВ «Заммлер склад» та Zammler Polska Sp. z o.o отримали сертифікат відповідності вимогам міжнародного стандарту ISO 9001:2015. Було відкрито структурний підрозділ компанії в м. Харків.
У 2018 році було відкрито структурний підрозділ ТОВ «Заммлер склад» в м. Дніпро.
У 2018 році компанії отримали сертифікат OHSAS 18001: 2007.
У 2019 році відкрито ТОВ «Заммлер Україна» в аеропорті «Бориспіль».
У 2020 році відкрито представництво Zammler в Казахстані.
У 2021 році CEO Zammler Group Віктор Шевченко очолив Комітет з підтримки експорту та інвестицій Київської торгово-промислової палати.
ТОВ «Заммлер Україна» увійшла до складу Ради експортерів та інвесторів при МЗС України.

## Нагороди
- 2016 — статус Excellent Logistics Partner від Huawei в Україні[21]
- 2017 — Найкращий експортер року[22] Київщини за версією Департаменту промисловості та розвитку підприємництва КМДА
- 2019 — найкращий 3PL оператор 2019 за версією KLS.[23]